# Chrysobothris distincta
Chrysobothris distincta es una especie de escarabajo del género Chrysobothris, familia Buprestidae. Fue descrita científicamente por Gory en 1841.